# Pedro Altares Talavera
Pedro Altares Talavera   (Carabaña, 3 d'octubre de 1935 - Madrid, 6 de desembre de 2009) va ser un periodista espanyol.
Fill d'Esteban Altars Martínez, va seguir estudis de comerç, fins a graduar el 1965. Durant aquest temps, va combinar la seva activitat formativa amb treballs de professor, escrutador de travesses i venedor per Nadal en uns grans magatzems. Després de treballar com a administratiu en una empresa, inicia la carrera periodística a l'Escola de Periodisme de l'Església.

Va començar a exercir la professió el 1966, sota els auspicis de qui va ser el seu professor, Joaquín Ruiz-Giménez, a la revista Cuadernos para el Diálogo. En aquesta revista arribaria a exercir els llocs de secretari de redacció, conseller tècnic de direcció i director, això últim entre 1976 i 1978. En les seves pròpies paraules, Cuadernos para el diálogo va constituir "una plataforma de llançament d'un grup d'homes" i més tard "una pedrera de polítics" que cobrien tot l'espectre social, pedrera que va ser cridada humorísticament "cuadernícola". Va patir processament en 1968 pel Tribunal d'Ordre Públic per una conferència dictada a Barcelona el 1966 sobre el tema "L'opinió pública en l'Església", que va ser publicada.
Va desenvolupar la seva professió en els tres mitjans: ràdio, televisió i premsa escrita. Va escriure articles al Mundo Social, Juventud Obrera, El Ciervo, Serra d'Or, Aún, El País, entre d'altres. El 1979, va treballar al desaparegut diari Informaciones com a crític de teatre. Va ser director de l'Editorial Mezquita i prologuista, coautor i autor de diversos llibres. Es va encarregar del programa de Ràdio Nacional d'Espanya Onda 1 Col·loquis i va ser contertulià al programa, també de RNE, Escritos en el aire, juntament amb els periodistes Felipe Mellizo i Antonio Casado Alonso, entre d'altres. També va ser director adjunt del diari El Sol i membre del comitè permanent de la Comissió de Cultura del PSOE. Casat amb Pilar Lucendo, comptava amb nombrosos amics i eren comuns les tertúlies a casa de la localitat de Torrecaballeros, a Segòvia.
En televisió va presentar el Telediario de TVE entre 1993 i 1995, així com el programa El debate de hoy entre 1995 i 1996. En ràdio va treballar a Ràdio Nacional d'Espanya, on va conduir programes com Debate 24 hores i va col·laborar en els esmentats Coloquios o Escritos en el aire. Va actuar com a jurat en el premi de periodisme "Cirilo Rodríguez", que atorga l'Associació de la Premsa de Segòvia, en les edicions de 2007, 2008 i 2009. Va ser pare del crític de la Secció d'Espectacles del diari El País, Guillermo Altares. Va morir a Madrid el 6 de desembre del 2009.

## Alguns llibres publicats
- Informe sobre la información (1971), amb Manuel Vázquez Montalbán
- Españoles ante la sucesión (1974)
- Euskadi: sin la paz nada es posible (1984), amb José María Benegas
- Alemania: la gran coalición (2006)
- Arquitectura negra[2]